# علی حسن‌پور
علی حسن‌پور یکی از کشته‌شدگان درگیریهای پس از انتخابات ریاست جمهوری دهم بود که در روز ۲۵ خرداد ۱۳۸۸ در خیابان آزادی بر اثر اصابت گلوله به سر جان باخت. جسد حسن‌پور ۱۰۵ روز پس از کشته شدن تحویل خانواده‌اش شد.
همسر حسن‌پور در مصاحبه‌ای اعلام نمود که کارشناسان اسلحه‌ای که با آن به سمت همسرش شلیک شده را کلاشینکف تشخیص داده‌اند که از فاصله‌ای بین ۳ تا ۱۵ متری شلیک شده شد. او اعلام نمود از بالای یک پایگاه بسیج (پایگاه بسیج مقداد) به همسرش شلیک شده است.